# Lota
Lota (del mapudungun: louta ‘pequeño caserío’) es una comuna y ciudad de Chile ubicada en la provincia de Concepción, Región del Biobío, en la zona sur de Chile. Forma parte de la denominada área metropolitana del Gran Concepción.
Fue fundada en 1667 bajo el nombre de Santa María de Guadalupe, por el gobernador español Ángel de Peredo. La comuna es célebre por sus yacimientos carboníferos, ligados a la historia y desarrollo económico de Chile, así como por sus trabajadores de la minería subterránea. Es además la comuna de la región del Biobío con más patrimonio reconocido, sumando once Monumentos Nacionales de Chile al 2018.
Forma parte del distrito electoral N.° 21 y pertenece a la 13.ª circunscripción senatorial de la Región del Biobío.
A su ubicación se le denomina coloquialmente, junto con Coronel y comunas del norte de la provincia de Arauco la Cuenca del carbón.

## Etimología
El nombre de Lota proviene de la palabra «Louta», del mapudungún, que significa «pequeño caserío».

## Historia

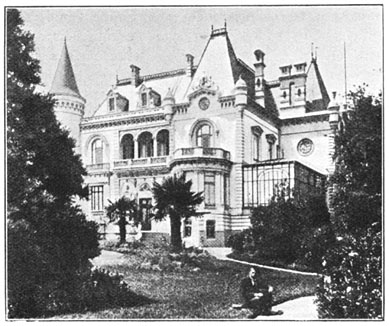
Antiguo palacio de la familia Cousiño, demolido en 1963, ubicado en el Parque Isidora Cousiño.

### Fundación
Fundada el 15 de octubre de 1662 por el gobernador español Ángel de Peredo bajo el nombre de Santa María de Guadalupe, a través de una carta enviada al rey de España y quedando bajo la tradición de patronazgo católico de la Virgen de Guadalupe. Se le confirió el título de ciudad el 5 de enero de 1875.[cita requerida]
Hacia 1840, la mina de carbón de Lota fue comprada por el empresario, militar e Intendente de Concepción, José Antonio Alemparte Vial, a los indígenas denominados "Cabullancas". Más tarde se las vendió a Matías Cousiño y Tomás Garland, para el desarrollo del negocio carbonífero.

### Apogeo de la industria del carbón
Los industriales Matías Cousiño y Federico Schwager iniciaron sus respectivas operaciones mineras en la denominada zona del carbón en 1852. La minería del carbón transformó rápidamente a Lota, de ser una zona fronteriza escasamente poblada a mediados del siglo XIX, a un gran centro industrial que atrajo a inmigrantes de todo Chile hasta bien entrado el siglo XX.
La pujanza económica de la empresa carbonífera Cia. Explotadora de Lota y Coronel, de la familia Cousiño motivó en 1896 la construcción del primer ferrocarril eléctrico de Chile, a cargo de la empresa alemana Schuckert & Co. La energía provenía de la también primera planta hidroeléctrica chilena, que aprovechaba las aguas del río Chivilingo. A mediados del siglo XIX, la producción de carbón, orientada en un principio al abastecimiento de las naves que cruzaban el Estrecho de Magallanes, encontró nuevos mercados al extenderse las líneas ferroviarias por el país y aumentar significativamente la demanda interna de carbón fósil.
En torno a las minas de Lota y la vecina comuna de Coronel, surgieron desde mediados del siglo XIX diversas instalaciones industriales sustentadas en el uso intensivo del carbón, como industrias de vidrio, ladrillos refractarios, una fundición de cobre e incluso una industria de elaboración de maderas que aprovechaba las plantaciones forestales realizadas por Luis Cousiño en los alrededores. En este sentido, los yacimientos carboníferos generaron un importante polo de desarrollo industrial en la región, permitiendo la acumulación de importantes fortunas, prosperidad emergente a mediados del siglo XIX y el desarrollo de relaciones laborales más modernas.
Ubicadas en la zona fronteriza entre el valle central chileno y el territorio mapuche, los emergentes pueblos de Lota y Coronel no tardaron en convertirse en centros de atracción demográfica para la población campesina de la región. 
Si bien el carbón hizo posible la formación de grandes fortunas, manifestada en obras viales, ferrocarril, energía eléctrica y suntuosas mansiones y parques como el que construyó Cousiño en Lota, en especial durante la gestión de la empresaria Isidora Goyenechea, quien dotó al naciente pueblo de Lota de viviendas más dignas dotadas de hornos de ladrillo, artesas y lavanderías, asimismo la implementación de la casa de la Gota de Leche, la educación de los obreros con técnicos traídos desde Europa, a la muerte de ella en 1897, la situación social y económica cambió progresivamente de más a menos a medida que la explotación minera cambiaba de manos, las vetas cambiaban y la extracción mecánica se hacía más difícil,  la precariedad de las condiciones de vida de los trabajadores se hizo patente, a pesar de esta situación, la minería del carbón pasó a ser una forja identitaria social lo que a su vez generó una fuerte identidad colectiva entre sus habitantes. Desde 1940 en adelante, los principales problemas sociales eran la falta de viviendas adecuadas, la proliferación de epidemias y enfermedades profesionales, y la escasez de establecimientos educacionales. A esto se sumaba el trato inhumano[cita requerida] hacia los trabajadores por parte de los mandos superiores y medios, siempre descontentos por la arbitrariedad del sistema de pago, los riesgos en el trabajo y la baja calidad técnica de los obreros. Las condiciones de vida de los obreros carboníferos, crudamente retratadas por Baldomero Lillo en su libro Subterra, dieron paso a un profundo malestar social. Esta situación, unida a la fuerte identidad social de los obreros del carbón explotó en numerosos conflictos y huelgas, contribuyendo al desarrollo de un sindicalismo obrero de gran arraigo nacional.

### Cierre de la mina
La mina fue cerrada el 16 de abril de 1997, por el entonces presidente Eduardo Frei Ruiz-Tagle, por razones económicas; los costos de la explotación superaban el valor de mercado del carbón. Pese a los planes de reconversión productiva ejecutados por el gobierno entre los años 1997-2000 hacia el sector turismo y servicios, para el año 2016, la comuna era la más empobrecida del país y aún muestra las tasas de cesantía más altas de Chile, un alto nivel de pobreza y escaso desarrollo económico.

## Medio ambiente

### Geografía

Trazado simplificado de los ecosistemas y cuerpos de agua presentes en la comuna de Lota.

La comuna de Lota se encuentra emplazada en las unidades geomorfológicas de Planicie marina o fluviomarina y Cordillera de la costa; y presenta según la clasificación climática de Köppen clima mediterráneo de lluvia invernal (Csb) y clima mediterráneo de lluvia invernal e influencia costera (Csb (i)). Esta además se halla entre las cuencas hidrográficas de Costeras e Islas entre el río Biobío y el río Carampangue, río Biobío y río Carampangue. Además, la comuna posee diversos cuerpos de agua, entre los que se destacan el río Lia.

### Ecología
Dentro del territorio de la comuna se pueden hallar los siguientes ecosistemas:
- Bosque caducifolio mediterráneo costero donde predominan Nothofagus obliqua y Gomortega keule (En peligro crítico)
- Bosque esclerófilo mediterráneo costero donde predominan Lithrea caustica y Azara integrifolia (En peligro crítico)

### Medidas de protección ambiental y conflictos socioambientales
Hasta 2022, la comuna de Lota cuenta con un área territorial destinada a la protección ambiental:
- AAVC Pitao Y Chaura De Laraquete De Chivilingo (Iniciativa de Conservación Privada)[24]

## Administración

### Municipalidad
La administración de la comuna corresponde a la Ilustre Municipalidad de Lota, dirigida por el alcalde Jaime Vásquez Castillo (Ind-UDI). El consejo municipal está conformado por los siguientes concejales:
- Alejandro Cartes Riffo (Ind-PDC)
- José Mateo Carrillo Bermedo (PCCh)
- Carlos Oyarce Vergara (RN)
- Claudia Tapia Cea (Ind-UDI)
- Camila Escares Villa (PDG)
- Eduvina Unda Araya (PS)

## Economía
En 2018, la cantidad de empresas registradas en Lota fue de 299. El Índice de Complejidad Económica (ECI) en el mismo año fue de -0,32, mientras que las actividades económicas con mayor índice de Ventaja Comparativa Revelada (RCA) fueron Aserrado y Acepilladura de Maderas (171,31), Pesca Artesanal y Extracción de Recursos Acuáticos, incluyendo Ballenas (168,43) y Pesca Industrial (97,43).

## Servicios públicos
En relación con la salud pública, el Hospital de Lota es un recinto hospitalario de alta complejidad con un centro de atención primaria de salud (APS) adosado. Adicionalmente, el Servicio de Salud Concepción administra otros tres centros de salud públicos dentro del área comunal: los CESFAM de Lota Bajo y Lota Alto, y el Centro Comunitario Familiar (CECOSF) de Colcura.
Con respecto al orden público y seguridad ciudadana, la 3.ª Comisaría de Lota es una unidad policial de Carabineros de Chile subordinada a la 18.ª Prefectura de Concepción. Asimismo, la Policía de Investigaciones de Chile (PDI) cuenta con una Brigada de Investigación Criminal (Bicrim). 
El Cuerpo de Bomberos de Lota es una institución fundada en mayo de 1895 y cuenta con cinco compañías.

## Cultura

### Fiestas tradicionales
Los eventos más importantes son la Semana Artístico Cultural Baldomero Lillo, en noviembre; el Encuentro de Escritores Baldomero Lillo, en septiembre; y la Semana Lotina, en febrero.
Día del Minero del carbón o Día de Luis Emilio Recabarren
A finales de 2014, después de 20 años, la comuna de mano de sus dirigentes sociales y culturales, recupera la antigua celebración del día de "Luis Emilio Recabarren". Celebración tradicional de los mineros del carbón en el cual se conmemoraba un año más de la muerte del político chileno considerado padre del movimiento obrero. Esta acción cobra gran importancia debido a la historia del sindicalismo que identifica a Lota, teniendo dentro de su memoria popular grandes movimientos que marcaron historia como "la Huelga Larga de 1960" y una serie de logros no menos importantes para la clase obrera del país.

## Lugares de interés

### Patrimonio y monumentos
Lota es la comuna chilena, fuera de Santiago, con más monumentos nacionales del país. En total cuenta con trece Monumentos Históricos y una zona típica. Los tres últimos en ser declarados fueron la Zona Típica de Lota Alto, el Sector Chambeque, el año 2015, y los Archivos de ENACAR en 2021.
En un futuro próximo se espera postular a Lota como Patrimonio de la Humanidad, incorporando más Monumentos Nacionales a la lista.
| Monumento Histórico                               | Ubicación | Decreto              | Descripción | Imagen |
| ------------------------------------------------- | --- | -------------------- | --- | ------ |
| Central hidroeléctrica de Chivilingo              | 37°8′9″S 73°8′41″O / -37.13583, -73.14472 Río Chivilingo.                                                                               | D. S. 721 25-10-1990 | Declarado «hito de la ingeniería mundial» por la IEEE, fue inaugurada en 1895, siendo la primera central hidroeléctrica de Chile y la segunda construida en Sudamérica. |        |
| Chiflón del Diablo                                | 37°4′34″S 73°9′39″O / -37.07611, -73.16083 Sector El Morro, antes del Pique Carlos.                                                     | D. 373 06-10-2009    | Antigua mina de carbón, inmortalizada en el libro Subterra (1904) de Baldomero Lillo, y protagonista de la película homónima (2003). Actualmente es un museo que incluye herramientas de trabajo, fotografías y objetos domésticos de la época. Además existen visitas guiadas por su interior. |        |
| Desayuno Escolar                                  | Lota Bajo, frente a la Plaza de Armas de Lota.                                                                                          | D. 250 27-06-2012    | Edificio diseñado por el arquitecto Wilfredo Geisse, inaugurado en 1933 para dar desayunos a 200 escolares lotinos de escasos recursos. |        |
| Fuerte de Colcura                                 | 37°7′8″S 73°9′17″O / -37.11889, -73.15472                                                                                               | D. S. 803 26-10-1977 | Fortificación de 1602 con mirador hacia el Golfo de Arauco. Sus cañones son legítimos de la época puestos sobre metal contemporáneo. |        |
| Fuerte de Lota                                    | 37°6′22″S 73°9′39″O / -37.10611, -73.16083 En la punta entre las bahías de Lota y de Colcura, junto a la desembocadura del río Colcura. | D. S. 744 24-03-1926 | Fortificación de 1661 construida a fines de la gobernación de Pedro Porter. |        |
| Gota de Leche                                     | Lota Alto, junto al ex Hospital de Enacar.                                                                                              | D. 250 27-06-2012    | Edificio diseñado por el arquitecto Hernán Vega, destinado a proporcionar control médico y mamaderas a bajo costo a los lactantes de la zona. |        |
| Pabellón 83                                       | 37°5′35″S 73°9′44″O / -37.09306, -73.16222 Calle Carlos Cousiño s/n.                                                                    | D. 380 06-10-2009    | Casona de 1915, que actualmente funciona como Centro Cultural. Representa una pieza fundamental del patrimonio urbano y cultural de la ciudad. Su disposición de campamento de estilo inglés fue creando en los mineros un modo de habitar propio, con un alto significado colectivo y social. |        |
| Parque Isidora Cousiño (Parque de Lota)           | 37°5′36″S 73°10′7″O / -37.09333, -73.16861                                                                                              | D. 373 06-10-2009    | Llamado así en honor a Isidora Goyenechea de Cousiño, uno sus principales gestores, es uno de los patrimonios más importantes de Lota. Delineado entre 1862 y 1873 y diseñado por el paisajista inglés Mr. Bartlet, ocupa una superficie de 14 hectáreas de árboles, jardines, estatuas y piletas. Como el Museo Histórico de Lota, cuenta con un servicio de visitas guiadas.                              |        |
| Teatro del sindicato N.º 6                        | 37°5′41″S 73°9′25″O / -37.09472, -73.15694 Lota bajo                                                                                    | D. 294 05-08-2009    | Antiguo Teatro de los Mineros de Lota construido en 1954 y con capacidad para 1400 espectadores. Ocupó un lugar preponderante en la actividad cultural de la ciudad. |        |
| Torre Centenario de Lota                          | 37°5′40″S 73°9′46″O / -37.09444, -73.16278 Calle Carlos Cousiño s/n.                                                                    | D. 379 14-09-2010    | Construido en 1952, está emplazada en el Sector Fundición de la comuna. |        |
| Sector Chambeque                                  | Detrás del Parque de Lota | D. 232 22-05-2014    | Antiguas estructuras que aún siguen en pie, con lugares donde se puede apreciar en su totalidad el Golfo de Arauco. Aquí se encuentran los distintos edificios que ocupaban los trabajados en tiempos de la explotación del mineral. |        |
| Zona típica Sector Lota Alto                      | Lota Alto | D. 232 22-05-2014    | Se caracteriza por sus pabellones de vivienda alineados a lo largo de la Avenida Carlos Cousiño, reflejando la planificación industrial y social impulsada por la empresa carbonífera. Conserva un valioso patrimonio arquitectónico y social, con elementos como veredas de ladrillos de la fábrica "Lota Green", hornos de barro, lavaderos comunitarios, el Teatro Lota y la Iglesia San Matías Apóstol. |        |
| Archivos de la Empresa Nacional del Carbón ENACAR | Edificio Búnker y Casa de administración de ENACAR                                                                                      | D. 303 29-10-2021    | Los Archivos de ENACAR son el conjunto documental generado por la Empresa Nacional del Carbón durante su gestión en la cuenca del carbón en Chile. Abarca registros de diversas gerencias y localidades como Lota, Coronel, Lebu y Curanilahue, resguardando valiosa información sobre la historia laboral y productiva de la minería del carbón en el país.                                                |        |

### Otros sitios de interés
Museo Histórico de Lota
Es una casa construida en 1864 para alojar a los médicos de la Familia Cousiño. El primero de estos médicos fue Mr. Munro, quien la habitó en 1871. Posteriormente llegó Mr. Duncan y luego vivieron en ella administrativos de mayor rango de la compañía carbonífera de Lota. Hoy funciona como Museo Histórico de la ciudad.

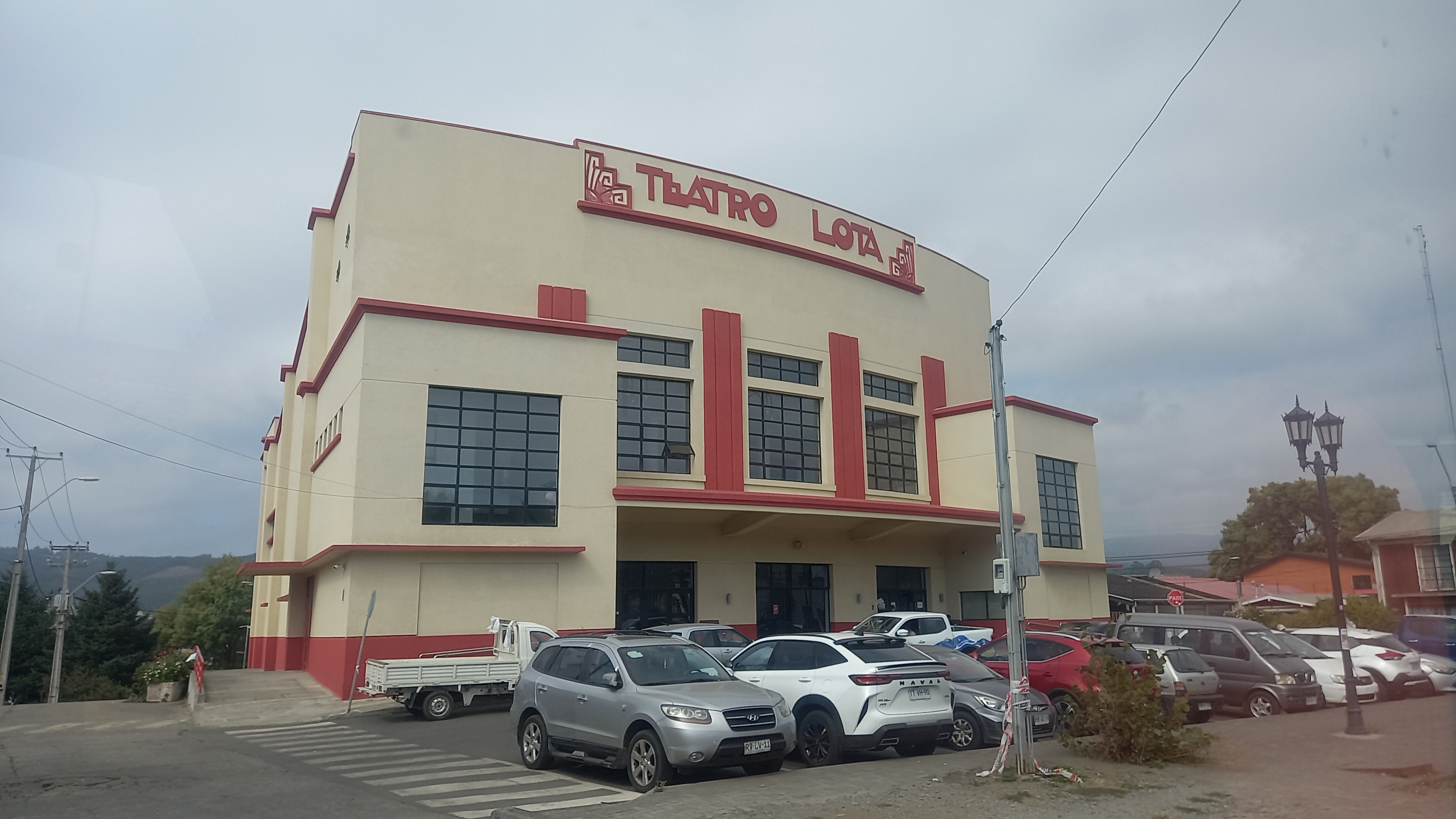
Teatro Lota
Encargado en 1944 al arquitecto Eduardo Knockaert, fue construido en estilo art déco. Funcionó como sala de espectáculos, cine, conciertos y centro comunitario, pero cayó en desuso tras el cierre de las minas en 1997. Su restauración, impulsada por la municipalidad, se vio retrasada por los daños del terremoto de 2010. En 2018 comenzó su recuperación definitiva, que incluyó renovación de techumbre, acústica, butacas y muros. Finalmente, en diciembre de 2022, el teatro fue reabierto como espacio cultural para eventos diversos, consolidándose como parte del plan de recuperación de la ciudad.
Parroquia San Matías Apóstol

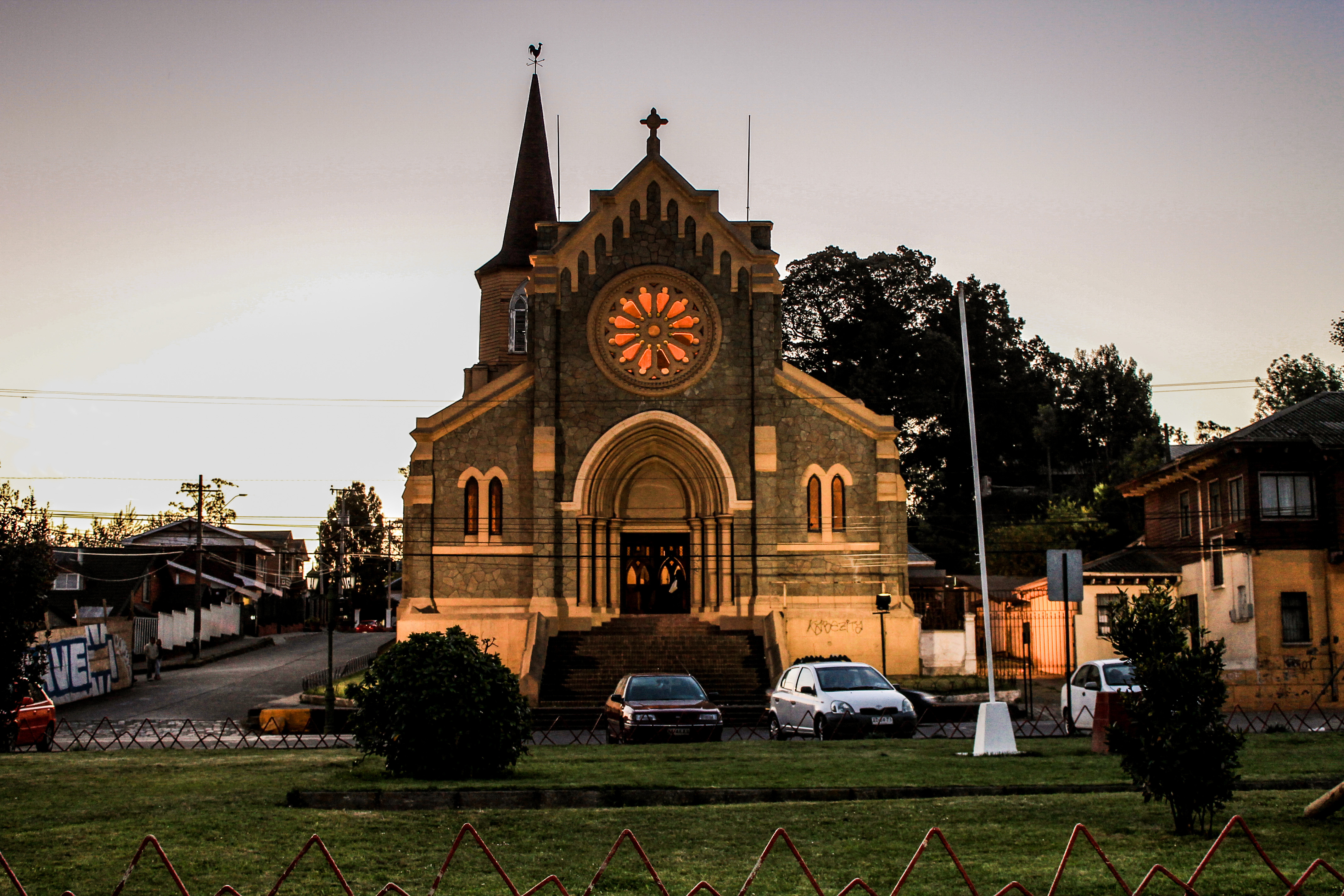
Parroquia San Matías Apóstol.

Esta iglesia fue construida entre los años 1923 y 1926 por la familia Cousiño. De estilo neogótico medieval, está hecha en piedra tallada y cemento armado. En su interior reposan los restos del pionero de la industria carbonífera, Matías Cousiño.
Parroquia San Juan Evangelista
Construida en 1897. En el interior del templo se encuentra una escultura de la Virgen tallada en carbón de 15 dm de alto, y una imagen de San José obrero, construida con ladrillos refractario de la empresa local, Lota Green. También alberga entre sus muros a la Virgen de las Nieves, la primera imagen cristiana llegada a Lota, traída directamente desde España.
El centro y comercio de Lota
En el centro de Lota funcionan sucursales de cadenas de supermercados, farmacias, tiendas locales, pastelerías, galerías, bazares, librerías, entre otras. Cuenta con un paseo peatonal desde la Plaza de Armas a los paraderos de buses, y la Feria Libre, es el paraje céntrico más concurrido. Todo forma parte del sector conocido como Lota Bajo.
Feria Libre de Lota Bajo
Es una agrupación de puestos cerca del paseo peatonal lotino. Instaladas en las calles designadas para ello de forma permanente, lo que hace un paseo exclusivamente peatonal. Funciona los 365 días del año y es el polo económico más grande de la comuna. Para mayor información visite la web.

## Transporte

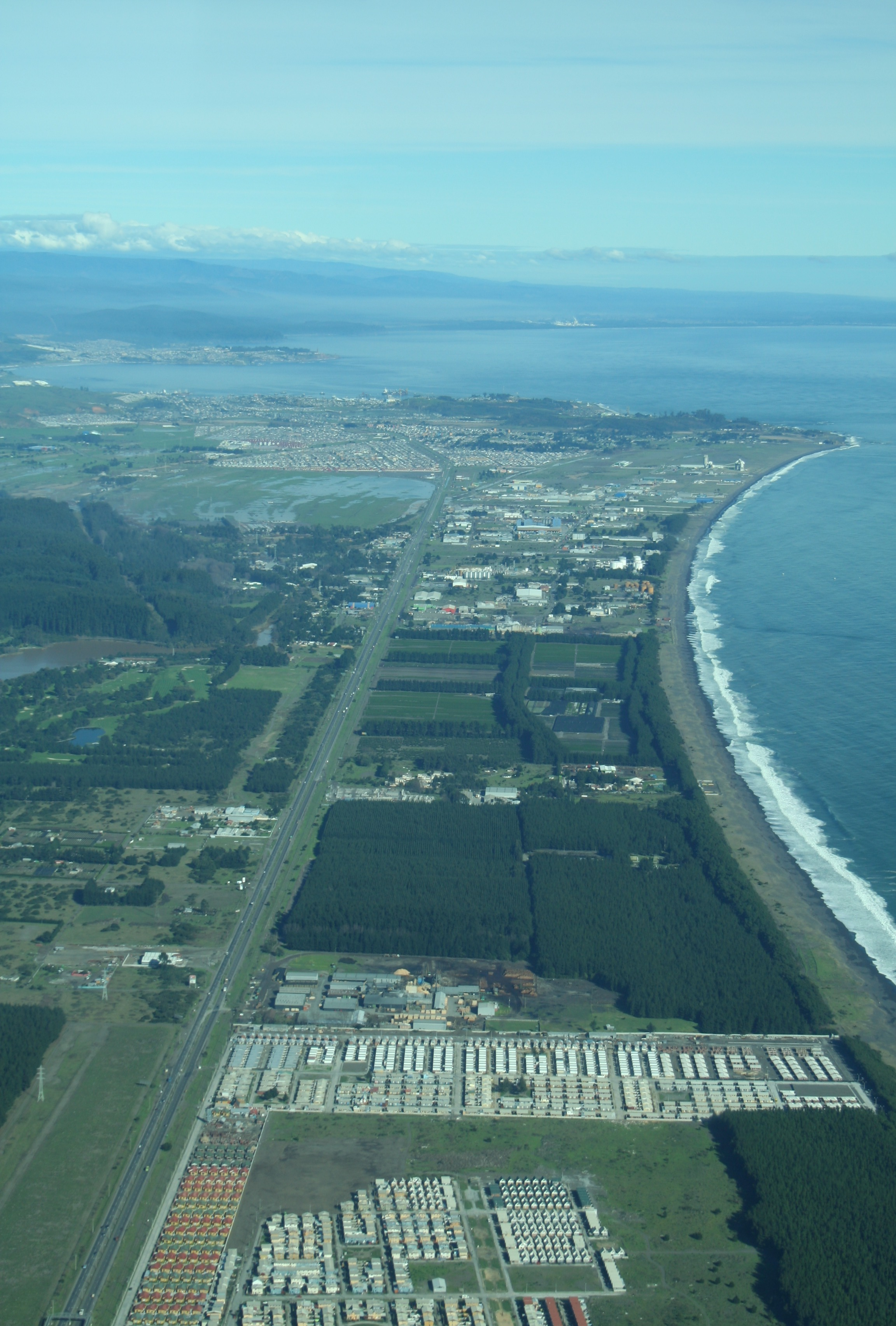
La Autopista Concepción-Lota conecta a las comunas de Concepción, San Pedro de la Paz, Coronel y Lota (hacia arriba). Al lado derecho se aprecia el Océano Pacífico.

Como parte del Gran Concepción, existen autobuses que conectan a Lota con otras comunas tales como Concepción, Coronel y San Pedro de la Paz. También existen buses interprovinciales que conectan a Lota con Arauco, Colcura y Chivilingo.
En 2016 la Línea 2 del servicio de transporte ferroviario de pasajeros Biotrén se extendió desde San Pedro de la Paz hasta Coronel. Actualmente se están realizando estudios de pre-factibilidad para extender esta línea hasta Lota., sin embargo a partir del 4 de septiembre de 2017, la línea de buses "Nueva Takora" ofrecerá servicios de acercamiento a la estación intermodal de Coronel.

## Deportes
La comuna actualmente cuenta con un club de fútbol competitivo. 
El más tradicional es el Club de Deportes Lota Schwager refundado en 2002 como entidad deportiva en Chile Deportes y fundado en 1966, que en 2018 entró en receso al no ser acepado en la Tercera División A de Chile y regreso a jugar pero en Tercera División B de Chile en 2019. Este club cuenta con dos títulos de segunda división y uno de tercera división. Su estadio oficial es el Estadio Municipal Federico Schwager, situado en la comuna vecina de Coronel. 
Aparte, Corporación Lota Schwager participó en la Tercera División B de Chile en 2019 y Deportes Lota participó (en 2 circunstancias bien distintas) en la Tercera División desde 1996 a 2000 y en la Tercera División en 2018.

## Medios de comunicación
La llamada Zona de la Cuenca del Carbón, conformada por las comunas de Lota, Coronel y Arauco, posee una red comunicacional conformada por los siguientes medios:
Radioemisoras
- Radio El Carbón 94.1 FM. En la historia de los medios locales, la Radio El Carbón es la madre de Radio Bío-Bío,[cita requerida] fundada en la década del 50 por la familia Mosciatti, y hoy forma parte de la empresa Bio Bio Comunicaciones.
- Radio Isidora 94.7 FM (Coronel)
- Radio Supersonikafm 95.5 FM (https://supersonikafm.cl)
- Radio Nuevo Mundo 103.3 FM
- Radio Don Matías 106.1 FM
- Radio Alas de Águila 107.5 FM (MC)
- Radio Manantial de Vida 107.9 FM (MC)

Televisión
Los canales de televisión local se encuentran operativos por el servicio de televisión por cable Mundo Pacífico. Además de la cobertura de los medios locales y regionales en TV Abierta.
- TV4 Televisión Es el único canal exclusivamente de la comuna. El medio se emite por la señal 4 Análoga y 772 Digital de Mundo Pacífico y tiene cobertura para San Pedro, Coronel y Lota, además de su señal en línea.

Su programación se basa principalmente en programas comunales, religiosos, entrevistas, deportes y noticias.

## Personas destacadas
- Baldomero Lillo Figueroa
- Samuel Lillo Figueroa
- Dino Gordillo
- Adolfo Nef
- Leonidas Romero
- Edmundo Salas de la Fuente